# Grand Prix 4
Geoff Crammond's Grand Prix 4 (noto anche come Grand Prix 4 e GP4) è un videogioco di guida pubblicato da Infogrames, basato sul Campionato mondiale di Formula 1 2001. È il seguito di Grand Prix 3 ed è stato pubblicato il 20 giugno 2002 per PC. Era prevista una versione per Xbox, ma è stata annullata. Il gioco ha ricevuto il premio come miglior videogioco sportivo del 2002 dalla British Academy of Film and Television Arts, superando 2002 FIFA World Cup, Pro Evolution Soccer 2 e V-Rally 3.

## Sviluppo
Si tratta dell'ultimo videogioco della serie Grand Prix di Geoff Crammond e allo stesso tempo l'ultimo ad essere sviluppato dall'etichetta MicroProse, allora di proprietà dell'azienda francese Infogrames, in seguito divenuta Atari; gli studi responsabili della produzione sono stati infatti chiusi in parte nel settembre 2002 e in parte nel 2003. In copertina appare anche il logo della Simergy Limited, società fondata nel 1999 dallo stesso Crammond per sviluppare tali giochi.
I tempi di pubblicazione del gioco erano stati ristretti per la volontà da parte di Infogrames di farlo uscire in anticipo rispetto al concorrente F1 2002 di EA Sports, riducendo però in questo modo le possibilità di rifinirlo e testarlo, tanto che al momento dell'uscita GP4 era caratterizzato dalla presenza di numerosi bug; un certo numero di essi è stato corretto con le due patch ufficiali, la patch v4.0, disponibile dal settembre 2002 e poi sostituita a novembre dalla patch v9.6, che ha portato il gioco alla versione 1.02.
Oltre alla versione per PC, era stato annunciato anche il porting per Xbox, previsto per l'autunno del 2002, ma la pubblicazione è stata in seguito cancellata.
Non è dunque presente un sequel di Grand Prix 4, vista anche l'acquisizione della licenza esclusiva sulla Formula 1 negli anni successivi da parte della Sony Computer Entertainment e successivamente dalla Codemasters.

## Modalità di gioco
Grand Prix 4 rispetto ai capitoli precedenti mantiene sostanzialmente invariate la struttura e le modalità di gioco, che sono Gara rapida, cioè una corsa di pochi giri su un circuito a scelta, Gara extra-campionato, un singolo ma completo week-end di gara, Campionato, la stagione completa 2001, Prove, vale a dire prove libere, e Giri veloci.
Il gioco in multiplayer è possibile sullo stesso computer con il sistema sedia rovente, che consiste nella turnazione dei diversi giocatori, che quindi non giocano contemporaneamente. È invece possibile giocare su diversi computer solamente via LAN, anche se erano inizialmente previste anche connessioni tramite cavo seriale e modem.
Mentre la fisica di Grand Prix 4 è pressoché invariata rispetto al capitolo precedente, il gioco si discosta invece dal predecessore per quanto riguarda il comparto grafico, che ha visto l'introduzione di un nuovo motore grafico 3D; in più sono stati effettuati interventi sull'intelligenza artificiale dei piloti avversari, resi maggiormente aggressivi. La riproduzione dei tracciati è stata effettuata avvalendosi del sistema GPS, ed è stato implementato l'audio 3D, campionato dalle vetture reali.
All'interno del gioco è anche presente una sorta di guida, denominata GPaedia, già introdotta in GP3 2000, che descrive i piloti, le scuderie e i circuiti presenti in Grand Prix 4, oltre a toccare diversi argomenti riguardanti la Formula 1 in generale, come il pit-stop o le modifiche all'assetto di una vettura.

## Scuderie e piloti
Grand Prix 4 include i 22 piloti e le 11 scuderie del campionato mondiale di Formula 1 2001; l'elenco dei piloti del gioco rispecchia quello degli ultimi Gran Premi di quella stagione, infatti altri piloti presenti all'inizio o nel corso dell'anno, come Ricardo Zonta, Luciano Burti, Tarso Marques e Gastón Mazzacane non sono inclusi.
| Scuderia               | #  | Piloti                |
| ---------------------- | -- | --------------------- |
| Scuderia Ferrari       | 1  | Michael Schumacher    |
| Scuderia Ferrari       | 2  | Rubens Barrichello    |
| McLaren Mercedes       | 3  | Mika Häkkinen         |
| McLaren Mercedes       | 4  | David Coulthard       |
| Williams BMW           | 5  | Ralf Schumacher       |
| Williams BMW           | 6  | Juan Pablo Montoya    |
| Benetton Renault       | 7  | Giancarlo Fisichella  |
| Benetton Renault       | 8  | Jenson Button         |
| BAR Honda              | 9  | Olivier Panis         |
| BAR Honda              | 10 | Jacques Villeneuve    |
| Jordan Honda           | 11 | Jarno Trulli          |
| Jordan Honda           | 12 | Jean Alesi            |
| Arrows Asiatech        | 14 | Jos Verstappen        |
| Arrows Asiatech        | 15 | Enrique Bernoldi      |
| Sauber Petronas        | 16 | Nick Heidfeld         |
| Sauber Petronas        | 17 | Kimi Räikkönen        |
| Jaguar Racing Cosworth | 18 | Eddie Irvine          |
| Jaguar Racing Cosworth | 19 | Pedro de la Rosa      |
| European Minardi       | 20 | Alex Yoong            |
| European Minardi       | 21 | Fernando Alonso       |
| Prost Acer             | 22 | Heinz-Harald Frentzen |
| Prost Acer             | 23 | Tomáš Enge            |

## Circuiti
Grand Prix 4 include tutti i 17 circuiti della stagione 2001.
| N. Gara | Gara                          | Circuito                         |
| ------- | ----------------------------- | -------------------------------- |
| 1       | Gran Premio d'Australia       | Circuito Albert Park             |
| 2       | Gran Premio della Malesia     | Circuito di Sepang               |
| 3       | Gran Premio del Brasile       | Circuito di Interlagos           |
| 4       | Gran Premio di San Marino     | Autodromo Enzo e Dino Ferrari    |
| 5       | Gran Premio di Spagna         | Circuito di Barcellona-Catalogna |
| 6       | Gran Premio d'Austria         | A1-Ring                          |
| 7       | Gran Premio di Monaco         | Circuito di Monaco               |
| 8       | Gran Premio del Canada        | Circuit Gilles Villeneuve        |
| 9       | Gran Premio d'Europa          | Nürburgring                      |
| 10      | Gran Premio di Francia        | Circuito di Magny Cours          |
| 11      | Gran Premio di Gran Bretagna  | Circuito di Silverstone          |
| 12      | Gran Premio di Germania       | Hockenheimring                   |
| 13      | Gran Premio d'Ungheria        | Hungaroring                      |
| 14      | Gran Premio del Belgio        | Circuito di Spa-Francorchamps    |
| 15      | Gran Premio d'Italia          | Autodromo di Monza               |
| 16      | Gran Premio degli Stati Uniti | Indianapolis Motor Speedway      |
| 17      | Gran Premio del Giappone      | Circuito di Suzuka               |